# Ectatoderus castigatus
Ectatoderus castigatus is een rechtvleugelig insect uit de familie Mogoplistidae. De wetenschappelijke naam van deze soort is voor het eerst geldig gepubliceerd in 1893 door Karsch.